# Calliphora rufipes
Calliphora rufipes är en tvåvingeart som beskrevs av Macquart 1843. Calliphora rufipes ingår i släktet Calliphora och familjen spyflugor. Inga underarter finns listade i Catalogue of Life.